# 미겔 토레스 고메스
미겔 토레스 고메스(스페인어: Miguel Torres Gómez miˈɣel ˈtores[*], 1986년 1월 28일, 마드리드 지방 마드리드 ~)는 스페인의 전 프로 축구 선수로, 과거 주로 라이트 백을 맡았던 그는 비슷한 능력으로 반대쪽 측면을 맡을 수 있었다.

## 클럽 경력

### 레알 마드리드
마드리드 출신인 토레스는 12세의 나이에 레알 마드리드 유소년 아카데미에 입단했다. 그는 에시하 발롬피에와의 2006년 10월 25일 코파 델 레이 경기에서 부상당한 파비오 칸나바로, 시시뉴, 그리고 미첼 살가도를 대신해 1군 신고식을 치렀다. 그는 2차전에서도 80분에 세르히오 라모스와 교체로 들어가 출전했고, 레알 베티스와의 컵 경기에 두 번 모두 선발로 출전했고, 그 시즌 동안 등번호 38번을 달고 임했다.
토레스는 레알 마드리드 경기에 4연속 출전하면서 라 리가 신고식을 치렀는데, 2007년 1월 14일 사라고사전에 출전해 90분을 소화하여 안방 1-0 승리에 일조했다. 그는 그 다음 주에도 측면 수비를 맡아 마요르카를 상대했고, 그의 활약은 파비오 카펠로 감독이 다음과 같이 말하게 했다: "인격과 공수 양면에 재능을 지닌 선수를 찾기란 쉽지 않고, 그 중 한 명이 토레스입니다."
2007년 2월10일, 레알 소시에다드와의 경기에서, 토레스는 처음으로 도움을 기록했다: 좌측을 빠르게 돌파한 후 주로 쓰는 오른발이 아닌 왼발로 뤼트 판 니스텔로이에게 연결했고, 판 니스텔로이는 머리로 집어넣어 마무리해 마드리드가 원정에서 2-1 역전승을 거둘 수 있었다.
토레스는 주축 선수로 활약하며 (18라운드에 신고식을 치러 시즌 말까지 단 3경기만 결장했고, 출전한 경기 중 1경기를 제외하고 모두 선발로 출전했다.) 레알 마드리드의 30번째 리그 우승에 일조했다. 그러나, 그는 레알 마드리드의 우승을 확정지은 마요르카와의 최종전에서 힘줄 부상으로 결장했다. 2007년 7월 12일, 그는 프로 계약을 맺고 영구히 2군에서 1군 일원으로 승격되었다.
비록 토레스는 그 다음 시즌에 더 많은 리그 경기를 출전했으나, (마드리드는 또다시 리그를 우승했지만) 아르헨티나의 가브리엘 에인세 영입으로 선발 기회가 현저히 줄어들었다. 그 해, 그는 등번호를 2군 시절에 사용했던 22번으로 변경했다.

### 헤타페
2009-10 시즌을 앞두고 토레스는 살가도가 블랙번 로버스로 떠나 공석이 된 등번호 2번을 받았다. 그러나, 이적시장 말일인 8월 31일, 그는 이웃 헤타페와 5년 계약을 맺고 이적했고, 마드리드는 2년 안에 재영입할 권한을 가져갔다.
2011-12 시즌, 루이스 가르시아 신임 감독 체제에서, 토레스는 신입생 후안 발레라와 우측 수비 자리를 두고 경쟁했으나, 마드리드 외곽 구단의 일원으로 여전히 20경기를 출전했고, 또다시 리그 잔류에 일조했다. 2012년 4월 16일, 그는 성인 무대 첫 골을 넣었는데, 5-1로 이긴 세비야와의 안방 경기에서 선제골을 기록했다.

### 올림피아코스와 말라가
2013년 8월 9일, 토레스는 €500,000으로 추정되는 이적료에 그리스의 올림피아코스와 3년 계약을 맺고 레알 마드리드 2군과 헤타페 시절 감독이었던 미첼과 재회했다. 10번의 공식 경기 출전에 그친 후, 그는 1년 만에 스페인 1부 리그로 복귀해 말라가와 계약하고, 기간을 2년 연장할 권한도 가져갔다.

## 국가대표팀 경력
토레스는 2007년 2월 6일, 2-2로 비긴 잉글랜드와의 경기에서 스페인 U-21 국가대표팀 첫 경기를 치렀고, 이어지는 경기에서 주전으로 활동했다.

## 경력 통계
2016년 4월 24일 기준
| 클럽            | 시즌      | 리그 | 리그 | 리그 | 컵 | 컵   | 컵 | 유럽 | 유럽 | 유럽 |
| 클럽            | 시즌      | 출장 | 골   | 출장 | 골 | 출장 | 골 | 출장 | 골   |      |
| --------------- | --------- | ---- | ---- | ---- | -- | ---- | -- | ---- | ---- | ---- |
| 레알 마드리드 B | 2006–07   | 19   | 0    | 0    | 0  | 0    | 0  | 19   | 0    |      |
| 레알 마드리드 B | 합계      | 19   | 0    | 0    | 0  | 0    | 0  | 19   | 0    |      |
| 레알 마드리드   | 2006–07   | 18   | 0    | 4    | 0  | 3    | 0  | 25   | 0    |      |
| 레알 마드리드   | 2007–08   | 20   | 0    | 3    | 0  | 3    | 0  | 26   | 0    |      |
| 레알 마드리드   | 2008–09   | 14   | 0    | 0    | 0  | 1    | 0  | 15   | 0    |      |
| 레알 마드리드   | 합계      | 52   | 0    | 7    | 0  | 7    | 0  | 66   | 0    |      |
| 헤타페          | 2009–10   | 26   | 0    | 5    | 0  | 0    | 0  | 31   | 0    |      |
| 헤타페          | 2010–11   | 32   | 0    | 2    | 0  | 5    | 0  | 39   | 0    |      |
| 헤타페          | 2011–12   | 23   | 1    | 0    | 0  | 0    | 0  | 23   | 1    |      |
| 헤타페          | 2012–13   | 21   | 0    | 4    | 0  | 0    | 0  | 25   | 0    |      |
| 헤타페          | 합계      | 102  | 1    | 11   | 0  | 5    | 0  | 118  | 1    |      |
| 올림피아코스    | 2013–14   | 10   | 0    | 0    | 0  | 0    | 0  | 6    | 0    |      |
| 올림피아코스    | 합계      | 10   | 0    | 0    | 0  | 0    | 0  | 10   | 0    |      |
| 말라가          | 2014–15   | 16   | 0    | 3    | 0  | 0    | 0  | 19   | 0    |      |
| 말라가          | 2015–16   | 20   | 0    | 0    | 0  | 0    | 0  | 20   | 0    |      |
| 말라가          | 합계      | 36   | 0    | 3    | 0  | 0    | 0  | 39   | 0    |      |
| 경력 합계       | 경력 합계 | 219  | 1    | 21   | 0  | 12   | 0  | 252  | 1    |      |

## 수상
레알 마드리드
- 라 리가: 2006–07, 2007–08
- 수페르코파 데 에스파냐: 2007

올림피아코스
- 수페르리가 엘라다: 2013–14